# Nazionale femminile di pallacanestro della Danimarca
La nazionale di pallacanestro femminile della Danimarca, selezione delle migliori giocatrici di pallacanestro di nazionalità danese, rappresenta la Danimarca nelle competizioni internazionali femminili di pallacanestro gestite dalla FIBA. È gestita dalla Federazione cestistica della Danimarca.

## Storia
Affiliata alla FIBA dal 1951, nelle massime competizioni internazionali, ha collezionato solamente tre presenze ai Campionati Europei, ottenendo scarsi risultati, nelle edizioni 1954, 1956 e 1974, e da allora non si è più classificata per tornei di rilievo, inclusi Campionati Mondiali ed Olimpiadi.

## Piazzamenti

### Campionati europei
- 1954 - 10°
- 1956 - 13°
- 1974 - 13°

## Formazioni

### Campionati europei
Campionato europeo femminile di pallacanestro 19543 P. Rode, 4 Lemberg, 5 Birkmose, 6 Ganneskov, 7 Hjortdal, 8 Harms, 9 Christensen, 10 L. Rode, 11 Petersen, 12 Aackersberg, 13 Karaas, 14 Højberg,        All. -
Campionato europeo femminile di pallacanestro 19563 Lemberg, 4 Birkmose, 5 Ganneskov, 6 Moller, 7 Wilbek, 8 Levison, 9 Rode, 10 Højberg, 11 Petersen, 12 Aackersberg, 13 Nyeland, 14 Jensen, 15 Larsen, 16 Christensen,        All. -
Campionato europeo femminile di pallacanestro 19744 Karlsson, 5 Larsen, 6 Mortensen, 7 Hasselbach, 8 Jensen, 9 Hansen, 10 Olesen, 11 Hansen, 12 Pedersen, 13 Osterbye, 15 Nissen,        All. -

## Nazionali giovanili
- Selezioni giovanili della nazionale femminile di pallacanestro della Danimarca